# Робокоп (франшиза)
«Ро́боко̀п» (англ. RoboCop) — американская супергеройская франшиза, представляющая футуристические приключения робота-полицейского Алекса Мёрфи — офицера, который погибает на задании и теряет своего коллегу Энн Льюис, а затем получает киборгизированное тело от корпорации Omni Consumer Products, превращаясь в Робокопа. Мёрфи сражается как с насильственными преступлениями в городе, так и с самой корпорацией.
Франшиза началась с фильма 1987 года «Робокоп». Затем вышел фильм «Робокоп 2» в 1990 году и «Робокоп 3» в 1993 году. Также были выпущены различные телесериалы, комиксы и компьютерные игры. Франшиза собрала более 200 миллионов долларов во всём мире и четвёртая часть как ремейк, выступающая в качестве перезапуска сюжетной линии под одноимённым названием, была выпущена в феврале 2014 года.

## Фильмы

### Робокоп (1987)
«Ро́бокòп»(англ. RoboCop) – культовый киберпанковый боевик 1987 года режиссера Пола Верховена.
Действие фильма разворачивается в мрачном будущем Детройта, город находится под контролем корпорации OCP (англ. OmniCorp), стремящейся к тотальной власти. После гибели опытного полицейского Алекса Мёрфи, корпорация решает использовать его тело для создания киборга — идеального полицейского, получившего кодовое имя «Робокоп» (англ. RoboCop). Однако в Робокопе сохраняются человеческие черты, что вносит разлад в его запрограммированную миссию.
В фильме представлены Питер Уэллер, Нэнси Аллен, Ронни Кокс и Кертвуд Смит.
Бюджет фильма составил 13 миллионов долларов, а кассовые сборы — 53 424 681 доллара.

### Робокоп 2 (1990)
«Ро́бокоп 2» (англ. RoboCop 2) — американский научно-фантастический боевик 1990 года, продолжение фильма «Ро́бокоп». События фильма разворачиваются в том же мрачном будущем Детройта, где корпорация OCP, создавшая Робокопа, пытается усовершенствовать свою технологию и создать новую, более послушную модель киборга для борьбы с преступностью, в частности, с наркобароном Кейном, распространяющим смертельный наркотик Ньюк. В центре сюжета оказывается противостояние между оригинальным Робокопом и новым киборгом.
В главных ролях:  Питер Уэллер, Нэнси Аллен, Белинда Бауэр и Том Нунен.
Фильм получил смешанные отзывы критиков  и стал последней работой режиссёра Ирвина Кершнера.

### Робокоп 3 (1992)
«Робокоп 3» (англ. RoboCop 3) — третий фильм в серии,  выпущенный в 1993 году. Основной сюжет вращается вокруг противостояния Робокопа и могущественной корпорации OCP, которая стремится полностью контролировать город Детройт. Для реализации своих планов, OCP планирует построить новый мегаполис — Дельта-Сити, выселив всех жителей из старого города.
Боевик отличается сменой главного актера (Роберт Джон Берк вместо Питер Уэллерра) и более мягким рейтингом PG-13. Съемки проходили на фоне подготовки Детройта к Олимпиаде-96, что определило выбор городских локаций. Нэнси Аллен сыграла роль Энн Льюис в этом фильме в последний раз.
Фильм получил множество негативных отзывов как от критиков, так и от зрителей и провалился в прокате.

### Робокоп (2014)
«Ро́бокоп» (англ. RoboCop) — ремейк оригинального фильма 2014 года с целью возродить франшизу.  Новая версия "Робокопа" отличается от оригинального фильма рядом деталей. В частности, сцена смерти главного героя была существенно переработана, а действие фильма разворачивается в более отдаленном будущем.
Снят режиссёром Жозе Падилья с актёрами Юэль Киннаман, Гэри Олдмен, Сэмюэл Л. Джексон, Майкл Китон, Эбби Корниш и Джеки Эрл Хейли. По словам Киннамана, фильм — это переиздание оригинальной истории, а фрагменты — поклонники оригинального фильма. В июле 2012 года для продвижения фильма был открыт вирусный сайт для вымышленной компании OmniCorp.

### Возвращение Робокопа
В январе 2018 года было объявлено, что оригинальный автор «Робокопа» Эдвард Ноймайер заявил, что пишет сценарий к продолжению классического фильма 1987 года, который будет игнорировать как продолжения, так и ремейк 2014 года. В июле 2018 года было подтверждено, что новый фильм под названием «Возвращение Робокопа» будет режиссировать Нил Бломкамп с Джастином Роудсом, переписывающим оригинальный сценарий Ноймайера и Майкла Майнера. Питер Уэллер заявил, что он, "к сожалению, не вернётся к роли Робокопа". В 2019 году Ноймайер заявил, что Бломкамп хотел, чтобы «Возвращение Робокопа» было как можно ближе к фильму 1987 года. 29 июня 2019 года Бломкамп в Twitter подтвердил, что для Робокопа будет использован оригинальный костюм из фильма 1987 года. Бломкамп также сообщил, что сценарий обновляется. 15 августа 2019 года Бломкамп объявил в Twitter, что он больше не руководит режиссурой фильма, а вместо этого фокусируется на безымянном фильме ужасов. 21 ноября студия MGM заявила, что Абе Форсайт станет новым режиссёром фильма и кроме того, перепишет его первоначальный сценарий.

## Телесериалы

### Робокоп: Сериал
Робокоп появляется в канадском телесериале «Робокоп: Сериал», роль которого исполнил Ричард Иден. Бюджет одной серии данного сериала составлял от 1,2 до 1,5 миллионов долларов. Сюжет происходит между первым и вторым фильмами, в сериале показаны родители Мёрфи. Его отец, Рассел Мёрфи, долгое время работал полицейским. Он был ответственен за то, что заставлял Мёрфи проявлять профессиональный долг и преданность правоохранительным органам, даже после его смерти и воскрешения в виде киборга. На протяжении всего сериала Мёрфи оказывается вместе с отцом в нескольких случаях, замечая, что каждый из них использует в борьбе с вновь появляющимися преступниками метод Мёрфи-старшего, который он использовал до своего ухода на пенсию. Хотя его отец был суровым, было очевидно, что родители Мёрфи всегда любили его. Однако в конце эпизода «Корпоративные рейдеры» Рассел Мёрфи узнает, что Робокоп — его сын. Эллен и Джимми Мёрфи также часто пересекались с Мёрфи, случайно или непреднамеренно попадая в преступные дела, в которые вмешивался Мёрфи, защищая их от вреда. Несмотря на то что его спутник Мэдиган неоднократно говорил о своей семье, он уверенно отвечал: «Нет», поскольку он чувствовал, что это сделает ещё больнее. Он заметил, что они нуждаются в муже и отце, но он не может им стать и способен лишь защищать их.

### Робокоп возвращается
В сериале «Робокоп: Основные директивы» (Робокоп возвращается), главную роль сыграл Пэйдж Флэтчер. Сюжет происходит спустя десять лет после событий фильма «Робокоп 3», Робокоп давно устарел и устал. Дельта-Сити (ранее Детройт) теперь считается самым безопасным местом на Земле и Робокопа больше не считают особенно необходимым. В первой половине серии основное внимание уделяется бывшему партнеру Алекса Мёрфи, Джону Кэйбелю, который был убит Робокопом из-за взлома его системы и перепрограммирования. Затем Кэйбела также восстанавливают в виде киборга, в большинстве аспектов, идентичных модели Робокопа, за исключением цвета и добавления второго пистолета. «РобоКэйбел» отправляется уничтожить Робокопа, но после нескольких битв Кэйбел вспоминает, кто он на самом деле и присоединяется к Мёрфи.

### Будущее
Эд Ноймайер рассказал MovieHole, что в разработке находится сериал-приквел «Робокопа», который будет посвящен молодому Дику Джонсу и развитию компании Omni Consumer Products.
В апреле 2023 года компания Amazon вместе с киностудией MGM приобрела права на перезапуск фильма «Робокоп».

## Мультсериалы

### Робокоп
Первый мультсериал «Робокоп», основанный на оригинальном фильме, рассказывает историю киборга-полицейского Алекса Мёрфи (Робокопа), который борется за спасение города от преступников, а иногда за восстановление своего доброго имени и своей пользы обществу. Многие эпизоды демонстрируют репутацию Робокопа, которую тестируют или поглощают вмешательства доктора Макнамара, создателя ED-260, обновляемой версии серии ED-209 и ведущего конкурента за финансовую поддержку OCP. Он постоянно создает другие механические угрозы, которые угрожают Робокопу. В полиции Робокоп, как всегда, дружит с офицером Энн Льюис, но также подвергается критике со стороны предвзятого лейтенанта Роджера Хеджкока (который появился как второстепенный персонаж в оригинальном фильме, а его имя было раскрыто в эпизоде «Ночи лучника»), когда-либо решивший избавиться от него и ему подобных, которых он считает бомбами замедленного действия. Их соперничество достигает апогея во время эпизода «Человек в железном костюме», в котором Хеджкок близок к тому, чтобы окончательно победить Мёрфи с помощью новой системы оружия, разработанной Макнамарой. Он почти убивает Льюис, когда она вмешалась. Разозлённый Мёрфи разрывает железный костюм Хеджкока на части и почти раздробив ему череп, пока не выяснилось, что Льюис выжила и оказалась невредимой. Робокоп поддерживается директором проекта Робокоп доктором Тайлером. Его озвучил Роберт Бокстал.

### Робокоп: Команда Альфа
В мультсериале «Робокоп: Команда Альфа», Робокопа озвучивает Дэвид Соболев. Действие мультсериала происходит в 2030 году и является продолжением предыдущего анимационного сериала. В серии рассказывается о том, что Робокоп возобновляется через пять лет в автономном режиме, чтобы помочь федеральной высокотехнологичной группе «Команда Альфа» в их бдительности и борьбе с DARC (Директоратом по анархии, мстительности и хаосу) высокоразвитой террористической организацией и другими силами зла всякий раз, когда это возможно, глобально или на национальном уровне. Над мультсериалом работала студия The Summit Media Group, также в сериале принимали участия многие из тех же авторов, которые внесли свой вклад в мультипликационную версию 1980-х годов, но имели ещё меньше общего с фильмами или телесериалами Канады.

## Сводные тaблицы фильмов и сериaлов

### Фильмы
| Нaзвaние              | Дaтa выходa           | Режиссёр              | Сценaрист(ы)                                   | Сюжет                                          | Продюсер(ы)                |
| Оригинaльнaя трилогия | Оригинaльнaя трилогия | Оригинaльнaя трилогия | Оригинaльнaя трилогия                          | Оригинaльнaя трилогия                          | Оригинaльнaя трилогия      |
| --------------------- | --------------------- | --------------------- | ---------------------------------------------- | ---------------------------------------------- | -------------------------- |
| Робокоп               | 17 июля 1987          | Пол Верховен          | Майкл Майнер и Эдвард Ноймайер                 | Майкл Майнер и Эдвард Ноймайер                 | Арне Шмидт                 |
| Робокоп 2             | 22 июня 1990          | Ирвин Кершнер         | Уолон Грин и Фрэнк Миллер                      | Фрэнк Миллер                                   | Джон Дэвисон               |
| Робокоп 3             | 5 ноября 1993         | Фред Деккер           | Фред Деккер и Фрэнк Миллер                     | Фрэнк Миллер                                   | Патрик Кроули              |
| Ребут                 |                       |                       |                                                |                                                |                            |
| Робокоп               | 12 февраля 2014       | Жозе Падилья          | Майкл Майнер, Джошуа Зетумер и Эдвард Ноймайер | Майкл Майнер, Джошуа Зетумер и Эдвард Ноймайер | Эрик Ньюман и Марк Абрахам |

### Телесериaлы
| Нaзвaние               | Трaнсляция      | Трaнсляция      | Сезоны          | Кол-во серий    | Кaнaл                 | Стaтус          |
| Нaзвaние               | Нaчaло          | Конец           | Сезоны          | Кол-во серий    | Кaнaл                 | Стaтус          |
| Игровые сериaлы        | Игровые сериaлы | Игровые сериaлы | Игровые сериaлы | Игровые сериaлы | Игровые сериaлы       | Игровые сериaлы |
| ---------------------- | --------------- | --------------- | --------------- | --------------- | --------------------- | --------------- |
| Робокоп                | 18 мaртa 1994   | 21 ноября 1994  | 1               | 23              | CTV                   | Зaвершены       |
| Робокоп возвращается   | 4 янвaря 2001   | 25 янвaря 2001  | 1               | 4               | Space                 | Зaвершены       |
| Aнимaционные сериaлы   |                 |                 |                 |                 |                       |                 |
| Робокоп                | 1 октября 1988  | 17 декaбря 1988 | 1               | 12              | Broadcast syndication | Зaвершены       |
| Робокоп: Команда Альфа | 7 сентября 1998 | 3 феврaля 1999  | 1               | 40              | Broadcast syndication | Зaвершены       |

## Видеоигры
На основе франшизы вышел ряд видеоигр, такие как:
- RoboCop
- RoboCop 2
- RoboCop 3
- RoboCop versus the Terminator
- RoboCop (2003)
- Mortal Kombat 11 (Появился в списке выбора персонажа)
- RoboCop Rogue City (2023)

## Актёрский состав
| Персонажи           | Фильмы        | Фильмы        | Фильмы           | Фильмы                       | Фильмы               | Анимационные сериалы | Анимационные сериалы   | Телесериалы               | Телесериалы          |
| Персонажи           | Робокоп       | Робокоп 2     | Робокоп 3        | Робокоп                      | Возвращение Робокопа | Робокоп              | Робокоп: Команда Альфа | Робокоп                   | Робокоп возвращается |
| Персонажи           | 1987          | 1990          | 1993             | 2014                         | TBA                  | 1988                 | 1998—1999              | 1994                      | 2001                 |
| ------------------- | ------------- | ------------- | ---------------- | ---------------------------- | -------------------- | -------------------- | ---------------------- | ------------------------- | -------------------- |
| Алекс Мёрфи Робокоп | Питер Уэллер  | Питер Уэллер  | Роберт Джон Берк | Юэль Киннаман                | TBA                  | Дэн Хеннеси          | Давид Соболев          | Ричард Иден               | Пэйдж Флэтчер        |
| Офицер Энн Льюис    | Нэнси Аллен   | Нэнси Аллен   | Нэнси Аллен      | Майкл К. Уильямс(Джек Льюис) |                      | Сьюзан Роман         |                        | Иветт Нипар(Лиза Мэдиган) |                      |
| Сержант Уоррен Рид  | Роберт Де Ки  | Роберт Де Ки  | Роберт Де Ки     |                              |                      | Грег Мортон          | Блю Манкума            | Блю Манкума(Стэн Паркс)   |                      |
| Дональд Джонсон     | Фелтон Перри  | Фелтон Перри  | Фелтон Перри     |                              |                      |                      |                        |                           |                      |
| Кол Хаген           | Дан О’Херлихи | Дан О’Херлихи |                  |                              |                      | Лен Карлсон          |                        | Дэвид Гарднер             |                      |
| Кларенс Боддикер    | Кертвуд Смит  |               | Архивные кадры   |                              |                      | Лен Карлсон          |                        | Архивные кадры            | Архивные кадры       |

## Создатели
| Фильм                 | Режиссёр              | Продюсер                                                                       | Сценарист                                   | Композитор            | Оператор              |                       |
| Классическая трилогия | Классическая трилогия | Классическая трилогия                                                          | Классическая трилогия                       | Классическая трилогия | Классическая трилогия | Классическая трилогия |
| --------------------- | --------------------- | ------------------------------------------------------------------------------ | ------------------------------------------- | --------------------- | --------------------- | --------------------- |
| Робокоп               | Пол Верховен          | Джон Дэвисон                                                                   | Эдвард Ноймайер Майкл Майнер                | Бэзил Поледурис       | Йост Вакано           |                       |
| Робокоп 2             | Ирвин Кершнер         | Джон Дэвисон                                                                   | Фрэнк Миллер Уэлон Грин                     | Леонард Розенман      | Марк Ирвин            |                       |
| Робокоп 3             | Фред Деккер           | Патрик Краули                                                                  | Фрэнк Миллер Фред Деккер Эдвард Ноймайер    | Бэзил Поледурис       | Гэри Б. Кибби         |                       |
| Перезапуск            |                       |                                                                                |                                             |                       |                       |                       |
| Робокоп               | Жозе Падилья          | Майк Медавой Марк Абрахам Гари Барбер Роджер Бирнбаум Билл Карраро Эрик Ньюман | Эдвард Ноймайер Майкл Майнер Джошуа Зитумер | Педро Бромфман        | Лула Карвальо         |                       |

## Сборы
| Фильм                                                                                  | Дата выхода           | Сборы                 | Сборы                 | Сборы                 | Бюджет                | Ссылки                |
| Фильм                                                                                  | Дата выхода           | США                   | другие страны         | Весь мир              | Бюджет                | Ссылки                |
| Классическая трилогия                                                                  | Классическая трилогия | Классическая трилогия | Классическая трилогия | Классическая трилогия | Классическая трилогия | Классическая трилогия |
| -------------------------------------------------------------------------------------- | --------------------- | --------------------- | --------------------- | --------------------- | --------------------- | --------------------- |
| Робокоп                                                                                | 17 июля 1987          | $53 424 681           | N/A                   | $53 424 681           | $13 млн               | [ 22 ]                |
| Робокоп 2                                                                              | 22 июня 1990          | $45 681 173           | N/A                   | $45 681 173           | $35 млн               | [ 23 ]                |
| Робокоп 3                                                                              | 5 ноября 1993         | $10 000 000           | $37 000 000           | $47 000 000           | $22 млн               | [ 24 ]                |
| Перезапуск                                                                             |                       |                       |                       |                       |                       |                       |
| Робокоп                                                                                | 12 февраля 2014       | $58 607 007           | $184 081 958          | $242 688 965          | $100 млн              | [ 25 ]                |
| Всего                                                                                  | Всего                 | $168 409 071          | $221 081 958          | $388 794 819          | $170 млн              | —                     |
| Индикатор списка - Темно-серая ячейка указывает, что информация недоступна для фильма. |                       |                       |                       |                       |                       |                       |

## Критика
| Фильм                 | Rotten Tomatoes       | Metacritic            | CinemaScore           |
| Классическая трилогия | Классическая трилогия | Классическая трилогия | Классическая трилогия |
| --------------------- | --------------------- | --------------------- | --------------------- |
| Робокоп               | 89 % (64 рецензии)    | 67 (16 рецензий)      | A−                    |
| Робокоп 2             | 31 % (36 рецензий)    | 42 (22 рецензии)      | B−                    |
| Робокоп 3             | 6 % (30 рецензий)     | 40 (15 рецензий)      | B+                    |
| Перезапуск            |                       |                       |                       |
| Робокоп               | 49 % (211 рецензий)   | 52 (41 рецензия)      | B+                    |

## Продвижение KFC 2019
В начале 2019 года Kentucky Fried Chicken объявила, что последней знаменитостью, сыграющей полковника KFC, станет Робокоп. Был снят ряд рекламных роликов с оригинальным актёром Питером Уэллером, повторяющим его роль.